# Lista procesorów Pentium 4

## Procesory do komputerów typu Desktop

### Pentium 4

#### "Willamette"(180 nm)
- Rodzina 15 model 1
- Wszystkie modele obsługują: MMX, SSE, SSE2
- Tranzystory: 42 miliony
- Rewizje(inne języki): B2, C1, D0, E0

| Model         | Taktowanie | L2-Cache | Front Side Bus | Mnożnik | Napięcie    | TDP         | Socket     | Data wydania      | Numer seryjny                                 |
| ------------- | ---------- | -------- | -------------- | ------- | ----------- | ----------- | ---------- | ----------------- | --------------------------------------------- |
| Pentium 4 1.3 | 1300 MHz   | 256 KB   | 400 MHz        | 13×     | 1.70/1.75 V | 48.9/51.6 W | Socket 423 | 3 stycznia 2001   | 80528PC013G0K YD80528PC013G0K                 |
| Pentium 4 1.4 | 1400 MHz   | 256 KB   | 400 MHz        | 14×     | 1.70/1.75 V | 51.8/54.7 W | Socket 423 | 20 listopada 2000 | 80528PC017G0K YD80528PC017G0K                 |
| Pentium 4 1.4 | 1400 MHz   | 256 KB   | 400 MHz        | 14×     | 1.75 V      | 55.3 W      | Socket 478 | wrzesień 2001     | RK80531PC017G0K                               |
| Pentium 4 1.5 | 1500 MHz   | 256 KB   | 400 MHz        | 15×     | 1.70/1.75 V | 54.7/57.8 W | Socket 423 | 20 listopada 2000 | 80528PC021G0K YD80528PC021G0K RN80528PC021G0K |
| Pentium 4 1.5 | 1500 MHz   | 256 KB   | 400 MHz        | 15×     | 1.75 V      | 57.9 W      | Socket 478 | sierpień 2001     | RK80531PC021G0K RK80531PC021256               |
| Pentium 4 1.6 | 1600 MHz   | 256 KB   | 400 MHz        | 16×     | 1.75 V      | 61 W        | Socket 423 | 2 lipca 2001      | YD80528PC025G0K RN80528PC025G0K               |
| Pentium 4 1.6 | 1600 MHz   | 256 KB   | 400 MHz        | 16×     | 1.75 V      | 60.8 W      | Socket 478 | sierpień 2001     | RK80531PC025G0K RK80531PC025256               |
| Pentium 4 1.7 | 1700 MHz   | 256 KB   | 400 MHz        | 17×     | 1.75 V      | 64 W        | Socket 423 | 23 kwietnia 2001  | YD80528PC029G0K RN80528PC029G0K               |
| Pentium 4 1.7 | 1700 MHz   | 256 KB   | 400 MHz        | 17×     | 1.75 V      | 63.5 W      | Socket 478 | sierpień 2001     | RK80531PC029G0K RK80531PC029256               |
| Pentium 4 1.8 | 1800 MHz   | 256 KB   | 400 MHz        | 18×     | 1.75 V      | 66.7 W      | Socket 423 | 2 lipca 2001      | YD80528PC033G0K RN80528PC033G0K               |
| Pentium 4 1.8 | 1800 MHz   | 256 KB   | 400 MHz        | 18×     | 1.75 V      | 66.1 W      | Socket 478 | sierpień 2001     | RK80531PC033G0K RK80531PC033256               |
| Pentium 4 1.9 | 1900 MHz   | 256 KB   | 400 MHz        | 19×     | 1.75 V      | 69.2 W      | Socket 423 | sierpień 2001     | RN80528PC037G0K                               |
| Pentium 4 1.9 | 1900 MHz   | 256 KB   | 400 MHz        | 19×     | 1.75 V      | 72.8 W      | Socket 478 | 26 sierpnia 2001  | RK80531PC037G0K RK80531PC037256               |
| Pentium 4 2.0 | 2000 MHz   | 256 KB   | 400 MHz        | 20×     | 1.75 V      | 71.8 W      | Socket 423 | sierpień 2001     | RN80528PC041G0K                               |
| Pentium 4 2.0 | 2000 MHz   | 256 KB   | 400 MHz        | 20×     | 1.75 V      | 75.3 W      | Socket 478 | 26 sierpnia 2001  | RK80531PC041G0K                               |

#### "Northwood"(130 nm)
- Rodzina 15 model 2
- Wszystkie modele obsługują: MMX, SSE, SSE2
- Model SL68R dostępny jest jedynie w wersji box z odczepianym wentylatorem na radiatorze.
- Tranzystory: 55 milionów
- obsługa funkcji Hyper-Threading dodana w Pentium 4 3.06GHz
- Rewizje(inne języki): B0, C1, D1, M0

| Model          | Numer       | Stepping | Taktowanie | L2-Cache | Front Side Bus | Mnożnik | Napięcie      | TDP    | Socket     | Data wydania     | Numer seryjny                  |
| -------------- | ----------- | -------- | ---------- | -------- | -------------- | ------- | ------------- | ------ | ---------- | ---------------- | ------------------------------ |
| Pentium 4 1.6A | SL62S       | B0       | 1600 MHz   | 512 KB   | 400 MHz        | 16×     | 1.475 V       | 38 W   | Socket 478 | styczeń 2002     | RK80534PC025512                |
| Pentium 4 1.6A | SL668       | B0       | 1600 MHz   | 512 KB   | 400 MHz        | 16×     | 1.5 V         | 46.8 W | Socket 478 | styczeń 2002     | BX80532PC1600D                 |
| Pentium 4 1.8A | SL68Q       | B0       | 1800 MHz   | 512 KB   | 400 MHz        | 18×     | 1.475/1.525 V | 49.6 W | Socket 478 | styczeń 2002     | RK80532PC033512                |
| Pentium 4 2.0A | SL66R SL68R | B0       | 2000 MHz   | 512 KB   | 400 MHz        | 20×     | 1.5 V         | 52.4 W | Socket 478 | 7 stycznia 2002  | RK80532PC041512 BX80532PC2000D |
| Pentium 4 2.2  | SL66S       | B0       | 2200 MHz   | 512 KB   | 400 MHz        | 22×     | 1.5 V         | 55.1 W | Socket 478 | 7 stycznia 2002  | RK80532PC049512                |
| Pentium 4 2.26 | SL6P8       |          | 2266 MHz   | 512 KB   | 533 MHz        | 17×     | 1.475/1.525 V | 58 W   | Socket 478 | 6 maja 2002      | RK80532PE051512                |
| Pentium 4 2.4  | SL6GS       |          | 2400 MHz   | 512 KB   | 400 MHz        | 24×     | 1.475/1.525 V | 59.8 W | Socket 478 | 2 kwietnia 2002  | RK80532PC056512                |
| Pentium 4 2.4B | SL6PC SL6RZ | D1 C1    | 2400 MHz   | 512 KB   | 533 MHz        | 18×     | 1.475/1.525 V | 59.8 W | Socket 478 | 6 maja 2002      | RK80532PE056512                |
| Pentium 4 2.5  | SL6PN       |          | 2500 MHz   | 512 KB   | 400 MHz        | 25×     | 1.475/1.525 V | 61 W   | Socket 478 | 25 sierpnia 2002 | RK80532PC060512                |
| Pentium 4 2.53 | SL6D8       |          | 2533 MHz   | 512 KB   | 533 MHz        | 19×     | 1.475/1.525 V | 61.5 W | Socket 478 | 6 maja 2002      | RK80532PE061512                |
| Pentium 4 2.6  | SL6SB       |          | 2600 MHz   | 512 KB   | 400 MHz        | 13×     | 1.475/1.525 V | 62.6 W | Socket 478 | 25 sierpnia 2002 | RK80532PC064512                |
| Pentium 4 2.66 | SL6PE SL6QA | D1 D1    | 2667 MHz   | 512 KB   | 533 MHz        | 20×     | 1.475/1.525 V | 66.1 W | Socket 478 | 25 sierpnia 2002 | RK80532PE067512                |
| Pentium 4 2.8  | SL6PF       |          | 2800 MHz   | 512 KB   | 533 MHz        | 21×     | 1.525 V       | 68.4 W | Socket 478 | 25 sierpnia 2002 | RK80532PE072512                |
| Pentium 4 2.8  | SL6QB       | D1       | 2800 MHz   | 512 KB   | 533 MHz        | 21×     | 1.53 V        | 68.4 W | Socket 478 | 25 sierpnia 2002 | BX80532PE2800D                 |
| Pentium 4 2.8  | SL7EY       |          | 2800 MHz   | 512 KB   | 400 MHz        | 28×     | 1.475/1.525 V | 68.4 W | Socket 478 | listopad 2002    | RK80532PC072512                |
| Pentium 4 3.06 | SL6SM       | C1       | 3066 MHz   | 512 KB   | 533 MHz        | 23×     | 1.55 V        | 81.8 W | Socket 478 | listopad 2002    | RK80532PE083512                |

#### "Prescott"(90 nm)
- Rodzina 15 model 3 (C0, D0), Rodzina 15 model 4 (E0, G1)
- Wszystkie modele obsługują: MMX, SSE, SSE2, SSE3
- W modelach 5x6, 511, 505 i 519K wprowadzono obsługę EM64T
- W modelach 5x5J, 519J, oraz wszystkich obsługujących EM64T dodano wsparcie dla XD-Bit
- Tranzystory: 125 milionów
- Rewizje(inne języki): C0, D0, E0, G1

| Model           | Numer                         | Rewizja procesora | 64-bity  | L2-Cache | Taktowanie | Front Side Bus | Mnożnik | Napięcie   | TDP  | Socket     | Data wydania  | Numer seryjny   |
| --------------- | ----------------------------- | --- | -------- | -------- | ---------- | -------------- | ------- | ---------- | ---- | ---------- | ------------- | --------------- |
| Pentium 4 2.26A |                               | | NIE      | 1024 KB  | 2266 MHz   | 533 MHz        | 17×     |            |      | Socket 478 |               |                 |
| Pentium 4 2.40A | SL7E8 SL7YP SL88F             | C1 D1 E0\|\| 2400 MHz \|\| 18× \|\| 1.25/1.4 V \|\| 89 W \|\| marzec 2004 \|\| B80546PE0561M RK80546PG0561M                        | NIE      | 1024 KB  |            | 533 MHz        |         |            |      | Socket 478 |               |                 |
| Pentium 4 2.66A | SL7E9 SL8B3                   | C0 E0 | NIE      | 1024 KB  | 2667 MHz   | 533 MHz        | 20×     | 1.25/1.4 V | 89 W | Socket 478 |               | RK80546PE0671M  |
| Pentium 4 2.80A | SL7D8 SL7E2 SL7PK SL8JX SL88G | C0 D0 E0 G1 E0\|\| 2800 MHz \|\| 21× \|\| 1.25/1.4 V \|\| 89 W \|\| 1 lutego 2004 \|\| RK80546PG0721M B80546PE0561M NE80546PE0721M | NIE      | 1024 KB  |            | 533 MHz        |         |            |      | Socket 478 |               |                 |
| Pentium 4 505   | SL7YU                         | D0 | niektóre | 1024 KB  | 2667 MHz   | 533 MHz        | 20×     | 1.25/1.4 V | 84 W | LGA 775    | grudzień 2004 | JM80547PE0671M  |
| Pentium 4 505J  | SL85U                         | E0 | niektóre | 1024 KB  | 2667 MHz   | 533 MHz        | 20×     | 1.25/1.4 V | 84 W | LGA 775    | grudzień 2004 | JM80547PE0671M  |
| Pentium 4 506   | SL8PL/SL9CK SL8J8             | G1 E0 | niektóre | 1024 KB  | 2667 MHz   | 533 MHz        | 20×     | 1.25/1.4 V | 84 W | LGA 775    | czerwiec 2005 | JM80547PE0671MN |
| Pentium 4 511   | SL9CJ SL8U5                   | G1 E0\|\| 2800 MHz \|\| 21× \|\| 1.25/1.4 V \|\| 84 W \|\| 2005 \|\| HH80547PE0721MN JM80547PE0721MN                               | niektóre | 1024 KB  |            | 533 MHz        |         |            |      | LGA 775    |               |                 |
| Pentium 4 515   | SL7YV                         | D0 | niektóre | 1024 KB  | 2933 MHz   | 533 MHz        | 22×     | 1.25/1.4 V | 84 W | LGA 775    | grudzień 2004 | JM80547PE0771M  |
| Pentium 4 515J  | SL85V                         | E0 | niektóre | 1024 KB  | 2933 MHz   | 533 MHz        | 22×     | 1.25/1.4 V | 84 W | LGA 775    | grudzień 2004 | JM80547PE0771M  |
| Pentium 4 516   | SL8J9                         | E0 | niektóre | 1024 KB  | 2933 MHz   | 533 MHz        | 22×     | 1.25/1.4 V | 84 W | LGA 775    | wrzesień 2005 | JM80547PE0771MN |
| Pentium 4 519J  | SL87L                         | E0 | niektóre | 1024 KB  | 3066 MHz   | 533 MHz        | 23×     | 1.25/1.4 V | 84 W | LGA 775    | grudzień 2004 | JM80547PE0831M  |
| Pentium 4 519K  | SL8JA SL8PN                   | E0 G1 | niektóre | 1024 KB  | 3066 MHz   | 533 MHz        | 23×     | 1.25/1.4 V | 84 W | LGA 775    | 2005          | JM80547PE0831MN |

### Pentium 4 HT

#### "Northwood"(130 nm)
- Wszystkie modele obsługują: MMX, SSE, SSE2, Hyper-Threading

| Model             | Taktowanie | L2-Cache | Front Side Bus | Mnożnik | Napięcie      | TDP    | Socket     | Data wydania      | Numer seryjny   |
| ----------------- | ---------- | -------- | -------------- | ------- | ------------- | ------ | ---------- | ----------------- | --------------- |
| Pentium 4 HT 2.4C | 2400 MHz   | 512 KB   | 800 MHz        | 12×     | 1.475/1.525 V | 66.2 W | Socket 478 | 21 maja 2003      | RK80532PG056512 |
| Pentium 4 HT 2.6C | 2600 MHz   | 512 KB   | 800 MHz        | 13×     | 1.475/1.525 V | 69 W   | Socket 478 | 21 maja 2003      | RK80532PG064512 |
| Pentium 4 HT 2.8C | 2800 MHz   | 512 KB   | 800 MHz        | 14×     | 1.475/1.525 V | 69.7 W | Socket 478 | 21 maja 2003      | RK80532PG072512 |
| Pentium 4 HT 3.0  | 3000 MHz   | 512 KB   | 800 MHz        | 15×     | 1.475/1.55 V  | 81.9 W | Socket 478 | 14 kwietnia 2003  | RK80532PG080512 |
| Pentium 4 HT 3.06 | 3066 MHz   | 512 KB   | 533 MHz        | 23×     | 1.475/1.55 V  | 81.8 W | Socket 478 | 14 listopada 2002 | RK80532PE083512 |
| Pentium 4 HT 3.2  | 3200 MHz   | 512 KB   | 800 MHz        | 16×     | 1.475/1.55 V  | 82 W   | Socket 478 | 23 czerwca 2003   | RK80532PG088512 |
| Pentium 4 HT 3.4  | 3400 MHz   | 512 KB   | 800 MHz        | 17×     | 1.475/1.55 V  | 89 W   | Socket 478 | 1 lutego 2004     | RK80532PG096512 |

#### "Prescott"(90 nm)
- Wszystkie modele obsługują: MMX, SSE, SSE2, SSE3, Hyper-Threading
- W modelach 5x1, 517, 524 oraz serii F wprowadzono obsługę EM64T
- W modelach 5x0J, 5x1, 517, 524 dodano wsparcie dla XD-Bit

| Model             | Taktowanie | L2-Cache | Front Side Bus | Mnożnik | Napięcie   | TDP      | Socket     | Data wydania      | Numer seryjny                   |
| ----------------- | ---------- | -------- | -------------- | ------- | ---------- | -------- | ---------- | ----------------- | ------------------------------- |
| Pentium 4 HT 2.8E | 2800 MHz   | 1024 KB  | 800 MHz        | 14×     | 1.25/1.4 V | 89 W     | Socket 478 | 1 lutego 2004     | RK80546PG0721M                  |
| Pentium 4 HT 3.0E | 3000 MHz   | 1024 KB  | 800 MHz        | 15×     | 1.25/1.4 V | 89 W     | Socket 478 | 1 lutego 2004     | RK80546PG0801M BX80546PG3000E   |
| Pentium 4 HT 3.2E | 3200 MHz   | 1024 KB  | 800 MHz        | 16×     | 1.25/1.4 V | 89/103 W | Socket 478 | 1 lutego 2004     | RK80546PG0881M                  |
| Pentium 4 HT 3.4E | 3400 MHz   | 1024 KB  | 800 MHz        | 17×     | 1.25/1.4 V | 89/103 W | Socket 478 | 1 lutego 2004     | RK80546PG0961M                  |
| Pentium 4 HT 3.2F | 3200 MHz   | 1024 KB  | 800 MHz        | 16×     | 1.25/1.4 V | 84 W     | LGA 775    | sierpień 2004     |                                 |
| Pentium 4 HT 3.4F | 3400 MHz   | 1024 KB  | 800 MHz        | 17×     | 1.25/1.4 V | 115 W    | LGA 775    | sierpień 2004     |                                 |
| Pentium 4 HT 3.6F | 3600 MHz   | 1024 KB  | 800 MHz        | 18×     | 1.25/1.4 V | 115 W    | LGA 775    | 4 sierpnia 2004   |                                 |
| Pentium 4 HT 3.8F | 3800 MHz   | 1024 KB  | 800 MHz        | 19×     | 1.25/1.4 V | 115 W    | LGA 775    | listopad 2004     |                                 |
| Pentium 4 HT 517  | 2933 MHz   | 1024 KB  | 533 MHz        | 22×     | 1.25/1.4 V | 84 W     | LGA 775    | wrzesień 2005     | HH80547PE0771MM                 |
| Pentium 4 HT 520  | 2800 MHz   | 1024 KB  | 800 MHz        | 14×     | 1.25/1.4 V | 84 W     | LGA 775    | czerwiec 2004     | JM80547PG0721M                  |
| Pentium 4 HT 520J | 2800 MHz   | 1024 KB  | 800 MHz        | 14×     | 1.25/1.4 V | 84 W     | LGA 775    | październik 2004  | JM80547PG0721M                  |
| Pentium 4 HT 521  | 2800 MHz   | 1024 KB  | 800 MHz        | 14×     | 1.25/1.4 V | 84 W     | LGA 775    | 12 czerwca 2005   | JM80547PG0721MM HH80547PG0721MM |
| Pentium 4 HT 524  | 3066 MHz   | 1024 KB  | 533 MHz        | 23×     | 1.25/1.4 V | 84 W     | LGA 775    |                   | HH80547PE0831MM                 |
| Pentium 4 HT 530  | 3000 MHz   | 1024 KB  | 800 MHz        | 15×     | 1.25/1.4 V | 84 W     | LGA 775    | czerwiec 2004     | JM80547PG0801M                  |
| Pentium 4 HT 530J | 3000 MHz   | 1024 KB  | 800 MHz        | 15×     | 1.25/1.4 V | 84 W     | LGA 775    | październik 2004  | JM80547PG0801M                  |
| Pentium 4 HT 531  | 3000 MHz   | 1024 KB  | 800 MHz        | 15×     | 1.25/1.4 V | 84 W     | LGA 775    | 12 czerwca 2005   | JM80547PG0801M HH80547PG0801M   |
| Pentium 4 HT 540  | 3200 MHz   | 1024 KB  | 800 MHz        | 16×     | 1.25/1.4 V | 84 W     | LGA 775    | 21 czerwca 2004   | JM80547PG0881M                  |
| Pentium 4 HT 540J | 3200 MHz   | 1024 KB  | 800 MHz        | 16×     | 1.25/1.4 V | 84 W     | LGA 775    | październik 2004  | JM80547PG0881M                  |
| Pentium 4 HT 541  | 3200 MHz   | 1024 KB  | 800 MHz        | 16×     | 1.25/1.4 V | 84 W     | LGA 775    | 12 czerwca 2005   | JM80547PG0881MM HH80547PG0881MM |
| Pentium 4 HT 550  | 3400 MHz   | 1024 KB  | 800 MHz        | 17×     | 1.25/1.4 V | 84 W     | LGA 775    | 21 czerwca 2004   | JM80547PG0961M                  |
| Pentium 4 HT 550J | 3400 MHz   | 1024 KB  | 800 MHz        | 17×     | 1.25/1.4 V | 84 W     | LGA 775    | październik 2004  | JM80547PG0961M                  |
| Pentium 4 HT 551  | 3400 MHz   | 1024 KB  | 800 MHz        | 17×     | 1.25/1.4 V | 84 W     | LGA 775    | 12 czerwca 2005   | JM80547PG0961MM HH80547PG0961MM |
| Pentium 4 HT 560  | 3600 MHz   | 1024 KB  | 800 MHz        | 18×     | 1.25/1.4 V | 115 W    | LGA 775    | 21 czerwca 2004   | JM80547PG1041M                  |
| Pentium 4 HT 560J | 3600 MHz   | 1024 KB  | 800 MHz        | 18×     | 1.25/1.4 V | 115 W    | LGA 775    | październik 2004  | JM80547PG1041M                  |
| Pentium 4 HT 561  | 3600 MHz   | 1024 KB  | 800 MHz        | 18×     | 1.25/1.4 V | 115 W    | LGA 775    | 12 czerwca 2005   | JM80547PG1041MM                 |
| Pentium 4 HT 570J | 3800 MHz   | 1024 KB  | 800 MHz        | 19×     | 1.25/1.4 V | 115 W    | LGA 775    | 12 listopada 2004 | JM80547PG1121M                  |
| Pentium 4 HT 571  | 3800 MHz   | 1024 KB  | 800 MHz        | 19×     | 1.25/1.4 V | 115 W    | LGA 775    | 12 czerwca 2005   | JM80547PG1121MM                 |

#### "Prescott 2M"(90 nm)
- Wszystkie modele obsługują: MMX, SSE, SSE2, SSE3, Hyper-Threading, EM64T, XD-Bit
- Virtualization Technology supported by: 6x2
- Wszystkie modele poza 620 obsługują Enhanced Intel SpeedStep Technology (EIST)
- Stepping: N0, R0

| Model            | Numer (Stepping)  | Taktowanie | L2-Cache | Front Side Bus | Mnożnik | Napięcie  | TDP   | Socket  | Data wydania      | Numer seryjny                   |  |
| ---------------- | ----------------- | ---------- | -------- | -------------- | ------- | --------- | ----- | ------- | ----------------- | ------------------------------- |  |
| Pentium 4 HT 620 | SL8AB (N0)        | 2800 MHz   | 2048 KB  | 800 MHz        | 14×     | 1.2/1.4 V | 84 W  | LGA 775 |                   | JM80547PG0722MM JM80547PH1072MM |  |
| Pentium 4 HT 630 | SL7Z9 (N0)        | 3000 MHz   | 2048 KB  | 800 MHz        | 15×     | 1.2/1.4 V | 84 W  | LGA 775 | 20 lutego 2005    | JM80547PG0802M                  |  |
| Pentium 4 HT 630 | SL8Q7 (R0)        | 3000 MHz   | 2048 KB  | 800 MHz        | 15×     | 1.2/1.4 V | 84 W  | LGA 775 | 20 lutego 2005    | HH80547PG0802MM                 |  |
| Pentium 4 HT 640 | SL7Z8 (N0)        | 3200 MHz   | 2048 KB  | 800 MHz        | 16×     | 1.2/1.4 V | 84 W  | LGA 775 | 20 lutego 2005    | JM80547PG0882M                  |  |
| Pentium 4 HT 640 | SL8Q6 (R0)        | 3200 MHz   | 2048 KB  | 800 MHz        | 16×     | 1.2/1.4 V | 84 W  | LGA 775 | 20 lutego 2005    | HH80547PG0882MM                 |  |
| Pentium 4 HT 650 | SL7Z7 (N0)        | 3400 MHz   | 2048 KB  | 800 MHz        | 17×     | 1.2/1.4 V | 84 W  | LGA 775 | 20 lutego 2005    | JM80547PG0962M                  |  |
| Pentium 4 HT 650 | SL8Q5 (R0)        | 3400 MHz   | 2048 KB  | 800 MHz        | 17×     | 1.2/1.4 V | 84 W  | LGA 775 | 20 lutego 2005    | HH80547PG0962MM                 |  |
| Pentium 4 HT 660 | SL7Z5 (N0)        | 3600 MHz   | 2048 KB  | 800 MHz        | 18×     | 1.2/1.4 V | 115 W | LGA 775 | 20 lutego 2005    | JM80547PG1042M                  |  |
| Pentium 4 HT 660 | SL8PZ (R0)        | 3600 MHz   | 2048 KB  | 800 MHz        | 18×     | 1.2/1.4 V | 115 W | LGA 775 | 20 lutego 2005    | HH80547PG1042MM                 |  |
| Pentium 4 HT 662 | SL8QB, SL8UP (R0) | 3600 MHz   | 2048 KB  | 800 MHz        | 18×     | 1.2/1.4 V | 115 W | LGA 775 | 14 listopada 2005 | HH80547PG1042MH                 |  |
| Pentium 4 HT 670 | SL7Z3 (N0)        | 3800 MHz   | 2048 KB  | 800 MHz        | 19×     | 1.2/1.4 V | 115 W | LGA 775 | 26 maja 2005      | JM80547PG1122M                  |  |
| Pentium 4 HT 670 | SL8PY (R0)        | 3800 MHz   | 2048 KB  | 800 MHz        | 19×     | 1.2/1.4 V | 115 W | LGA 775 | 26 maja 2005      | HH80547PG1122MM                 |  |
| Pentium 4 HT 672 | SL8Q9 (R0)        | 3800 MHz   | 2048 KB  | 800 MHz        | 19×     | 1.2/1.4 V | 115 W | LGA 775 | 14 listopada 2005 | HH80547PG1122MH                 |  |

#### "Cedar Mill"(65 nm)
- Wszystkie modele obsługują: MMX, SSE, SSE2, SSE3, Hyper-Threading, EM64T, XD-Bit
- Enhanced Intel SpeedStep Technology (EIST) wspierane przez modele o steppingu C1, D0
- Stepping: B1, C1, D0

| Model            | Numer (Stepping)  | Taktowanie | L2-Cache | Front Side Bus | Mnożnik | Napięcie     | TDP  | Socket  | Data wydania     | Numer seryjny  |  |
| ---------------- | ----------------- | ---------- | -------- | -------------- | ------- | ------------ | ---- | ------- | ---------------- | -------------- |  |
| Pentium 4 HT 631 | SL8WJ, SL94Y (B1) | 3000 MHz   | 2048 KB  | 800 MHz        | 15×     | 1.250-1.400V | 86 W | LGA 775 | 16 stycznia 2006 | HH80552PG0802M |  |
| Pentium 4 HT 631 | SL96L (C1)        | 3000 MHz   | 2048 KB  | 800 MHz        | 15×     | 1.200-1.325V | 86 W | LGA 775 | 16 stycznia 2006 | HH80552PG0802M |  |
| Pentium 4 HT 631 | SL9KG (D0)        | 3000 MHz   | 2048 KB  | 800 MHz        | 15×     | 1.200-1.325V | 65W  | LGA 775 | 16 stycznia 2006 | HH80552PG0802M |  |
| Pentium 4 HT 641 | SL8WH, SL94X (B1) | 3200 MHz   | 2048 KB  | 800 MHz        | 16×     | 1.250-1.400V | 86 W | LGA 775 | 16 stycznia 2006 | HH80552PG0882M |  |
| Pentium 4 HT 641 | SL96K (C1)        | 3200 MHz   | 2048 KB  | 800 MHz        | 16×     | 1.200-1.325V | 86 W | LGA 775 | 16 stycznia 2006 | HH80552PG0882M |  |
| Pentium 4 HT 641 | SL9KF (D0)        | 3200 MHz   | 2048 KB  | 800 MHz        | 16×     | 1.200-1.325V | 65W  | LGA 775 | 16 stycznia 2006 | HH80552PG0882M |  |
| Pentium 4 HT 651 | SL8WG, SL94W (B1) | 3400 MHz   | 2048 KB  | 800 MHz        | 17×     | 1.250-1.400V | 86 W | LGA 775 | 16 stycznia 2006 | HH80552PG0962M |  |
| Pentium 4 HT 651 | SL96J (C1)        | 3400 MHz   | 2048 KB  | 800 MHz        | 17×     | 1.200-1.325V | 86 W | LGA 775 | 16 stycznia 2006 | HH80552PG0962M |  |
| Pentium 4 HT 651 | SL9KE (D0)        | 3400 MHz   | 2048 KB  | 800 MHz        | 17×     | 1.200-1.325V | 65W  | LGA 775 | 16 stycznia 2006 | HH80552PG0962M |  |
| Pentium 4 HT 661 | SL8WF, SL94V (B1) | 3600 MHz   | 2048 KB  | 800 MHz        | 18×     | 1.250-1.400V | 86 W | LGA 775 | 16 stycznia 2006 | HH80552PG1042M |  |
| Pentium 4 HT 661 | SL96H (C1)        | 3600 MHz   | 2048 KB  | 800 MHz        | 18×     | 1.200-1.325V | 86 W | LGA 775 | 16 stycznia 2006 | HH80552PG1042M |  |
| Pentium 4 HT 661 | SL9KD (D0)        | 3600 MHz   | 2048 KB  | 800 MHz        | 18×     | 1.200-1.325V | 65W  | LGA 775 | 16 stycznia 2006 | HH80552PG1042M |  |

### Pentium 4 Extreme Edition

#### "Gallatin"(130 nm)
- Wszystkie modele obsługują: MMX, SSE, SSE2, Hyper-Threading

| Model             | Numer        | Taktowanie | L2-Cache | L3-Cache | Front Side Bus | Mnożnik | Napięcie    | TDP     | Socket     | Data wydania         | Numer seryjny  |
| ----------------- | ------------ | ---------- | -------- | -------- | -------------- | ------- | ----------- | ------- | ---------- | -------------------- | -------------- |
| Pentium 4 EE 3.2  | SL7AA        | 3200 MHz   | 512 KB   | 2048 KB  | 800 MHz        | 16×     | 1.575 V     | 92.1 W  | Socket 478 | 16 września 2003     | RK80532PG0882M |
| Pentium 4 EE 3.4  | SL7CH        | 3400 MHz   | 512 KB   | 2048 KB  | 800 MHz        | 17×     | 1.575 V     | 102.9 W | Socket 478 | 1 lutego 2004        | RK80532PG0962M |
| Pentium 4 EE 3.4  | SL7RR, SL7GD | 3400 MHz   | 512 KB   | 2048 KB  | 800 MHz        | 17×     | 1.525/1.6 V | 109.6 W | LGA 775    | czerwiec 2004        | JM80532PG0962M |
| Pentium 4 EE 3.46 | SL7RT, SL7NF | 3466 MHz   | 512 KB   | 2048 KB  | 1066 MHz       | 13×     | 1.525/1.6 V | 110.7 W | LGA 775    | 31 października 2004 | JM80532PH0992M |

#### "Prescott 2M"(90 nm)
- Wszystkie modele obsługują: MMX, SSE, SSE2, SSE3, Hyper-Threading, EIST, EM64T, XD-Bit

| Model             | Numer | Taktowanie | L2-Cache | Front Side Bus | Mnożnik | Napięcie     | TDP   | Socket  | Data wydania   | Numer seryjny  |
| ----------------- | ----- | ---------- | -------- | -------------- | ------- | ------------ | ----- | ------- | -------------- | -------------- |
| Pentium 4 EE 3.73 | SL7Z4 | 3733 MHz   | 2048 KB  | 1066 MHz       | 14×     | 1.25-1.388 V | 115 W | LGA 775 | 20 lutego 2005 | JM08547PH1092M |

## Procesory Mobilne

### Pentium 4-M

#### Northwood (130 nm)
- Wszystkie modele obsługują: MMX, SSE, SSE2

| Model           | Taktowanie | L2-Cache | Front Side Bus | Mnożnik | Napięcie  | TDP         | Socket     | Data wydania     | Numer seryjny   |
| --------------- | ---------- | -------- | -------------- | ------- | --------- | ----------- | ---------- | ---------------- | --------------- |
| Pentium 4-M 1.4 | 1400 MHz   | 512 KB   | 400 MHz        | 14×     | 1.2/1.3 V | 20.8/25.8 W | Socket 478 | 23 kwietnia 2002 | RH80532GC017512 |
| Pentium 4-M 1.5 | 1500 MHz   | 512 KB   | 400 MHz        | 15×     | 1.2/1.3 V | 20.8/26.9 W | Socket 478 | 23 kwietnia 2002 | RH80532GC021512 |
| Pentium 4-M 1.6 | 1600 MHz   | 512 KB   | 400 MHz        | 16×     | 1.2/1.3 V | 20.8/30 W   | Socket 478 | 4 marca 2002     | RH80532GC025512 |
| Pentium 4-M 1.7 | 1700 MHz   | 512 KB   | 400 MHz        | 17×     | 1.2/1.3 V | 20.8/30 W   | Socket 478 | 4 marca 2002     | RH80532GC029512 |
| Pentium 4-M 1.8 | 1800 MHz   | 512 KB   | 400 MHz        | 18×     | 1.2/1.3 V | 20.8/30 W   | Socket 478 | 23 kwietnia 2002 | RH80532GC033512 |
| Pentium 4-M 1.9 | 1900 MHz   | 512 KB   | 400 MHz        | 19×     | 1.2/1.3 V | 20.8/32 W   | Socket 478 | 24 czerwca 2002  | RH80532GC037512 |
| Pentium 4-M 2.0 | 2000 MHz   | 512 KB   | 400 MHz        | 20×     | 1.2/1.3 V | 20.8/32 W   | Socket 478 | 24 czerwca 2002  | RH80532GC041512 |
| Pentium 4-M 2.2 | 2200 MHz   | 512 KB   | 400 MHz        | 22×     | 1.2/1.3 V | 20.8/35 W   | Socket 478 | 16 września 2002 | RH80532GC049512 |
| Pentium 4-M 2.4 | 2400 MHz   | 512 KB   | 400 MHz        | 24×     | 1.2/1.3 V | 20.8/35 W   | Socket 478 | 14 stycznia 2003 | RH80532GC056512 |
| Pentium 4-M 2.5 | 2500 MHz   | 512 KB   | 400 MHz        | 25×     | 1.2/1.3 V | 20.8/35 W   | Socket 478 | 16 kwietnia 2003 | RH80532GC060512 |
| Pentium 4-M 2.6 | 2600 MHz   | 512 KB   | 400 MHz        | 26×     | 1.2/1.3 V | 20.8/35 W   | Socket 478 | maj 2003         | RH80532GC064512 |

### Mobile Pentium 4

#### Northwood (130 nm)
- Wszystkie modele obsługują: MMX, SSE, SSE2

| Model                 | Taktowanie | L2-Cache | Front Side Bus | Mnożnik | Napięcie   | TDP       | Socket     | Data wydania    | Numer seryjny   |
| --------------------- | ---------- | -------- | -------------- | ------- | ---------- | --------- | ---------- | --------------- | --------------- |
| Mobile Pentium 4 2.4  | 2400 MHz   | 512 KB   | 533 MHz        | 18×     | 1.2/1.55 V | 40/59.8 W | Socket 478 | 11 czerwca 2003 | RK80532GE056512 |
| Mobile Pentium 4 2.66 | 2667 MHz   | 512 KB   | 533 MHz        | 20×     | 1.2/1.55 V | 40/66.1 W | Socket 478 | 11 czerwca 2003 | RK80532GE067512 |
| Mobile Pentium 4 2.8  | 2800 MHz   | 512 KB   | 533 MHz        | 21×     | 1.2/1.55 V | 40/68.4 W | Socket 478 | 11 czerwca 2003 | RK80532GE072512 |
| Mobile Pentium 4 3.06 | 3066 MHz   | 512 KB   | 533 MHz        | 23×     | 1.2/1.55 V | 40/70 W   | Socket 478 | 11 czerwca 2003 | RK80532GE083512 |
| Mobile Pentium 4 3.2  | 3200 MHz   | 512 KB   | 533 MHz        | 24×     | 1.2/1.55 V | 40/76 W   | Socket 478 | czerwiec 2003   | RK80532GE088512 |

### Mobile Pentium 4 HT

#### Northwood (130 nm)
- Wszystkie modele obsługują: MMX, SSE, SSE2, Hyper-Threading

| Model                    | Numer      | Taktowanie | L2-Cache | Front Side Bus | Mnożnik | Napięcie | TDP    | Socket     | Data wydania     | Numer seryjny   |
| ------------------------ | ---------- | ---------- | -------- | -------------- | ------- | -------- | ------ | ---------- | ---------------- | --------------- |
| Mobile Pentium 4 HT 2.66 |            | 2667 MHz   | 512 KB   | 533 MHz        | 20×     | 1.55V    | 61 W   | Socket 478 | 21 września 2003 | RK80532HE067512 |
| Mobile Pentium 4 HT 2.8  |            | 2800 MHz   | 512 KB   | 533 MHz        | 21×     | 1.3V     | 68.4 W | Socket 478 | 21 września 2003 | RK80532HE072512 |
| Mobile Pentium 4 HT 3.06 | SL77P (D1) | 3066 MHz   | 512 KB   | 533 MHz        | 23×     | 1.3V     | 70 W   | Socket 478 | 21 września 2003 | RK80532HE083512 |
| Mobile Pentium 4 HT 3.2  |            | 3200 MHz   | 512 KB   | 533 MHz        | 24×     | 1.3V     | 76 W   | Socket 478 | 21 września 2003 | RK80532HE088512 |

#### Prescott (90 nm)
- Wszystkie modele obsługują: MMX, SSE, SSE2, SSE3, Hyper-Threading

| Model                   | Taktowanie | L2-Cache | Front Side Bus | Mnożnik | Napięcie   | TDP     | Socket     | Data wydania  | Numer seryjny  |
| ----------------------- | ---------- | -------- | -------------- | ------- | ---------- | ------- | ---------- | ------------- | -------------- |
| Mobile Pentium 4 HT 518 | 2800 MHz   | 1024 KB  | 533 MHz        | 21×     | 1.15/1.4 V | 50/88 W | Socket 478 | czerwiec 2004 | RK80546HE0721M |
| Mobile Pentium 4 HT 532 | 3066 MHz   | 1024 KB  | 533 MHz        | 23×     | 1.15/1.4 V | 50/88 W | Socket 478 | czerwiec 2004 | RK80546HE0831M |
| Mobile Pentium 4 HT 538 | 3200 MHz   | 1024 KB  | 533 MHz        | 24×     | 1.15/1.4 V | 50/88 W | Socket 478 | czerwiec 2004 | RK80546HE0881M |
| Mobile Pentium 4 HT 548 | 3333 MHz   | 1024 KB  | 533 MHz        | 25×     | 1.15/1.4 V | 50/88 W | Socket 478 | wrzesień 2004 | RK80546HE0931M |
| Mobile Pentium 4 HT 552 | 3466 MHz   | 1024 KB  | 533 MHz        | 26×     | 1.15/1.4 V | 50/88 W | Socket 478 | styczeń 2005  | RK80546HE1041M |